# East Sutton
East Sutton – wieś i civil parish w Anglii, w Kent, w dystrykcie Maidstone. W 2011 civil parish liczyła 402 mieszkańców. East Sutton jest wspomniana w Domesday Book (1086) jako Sudtone.